# Fesques
Fesques település Franciaországban, Seine-Maritime megyében. Lakosainak száma 145 fő (2022. január 1.). Fesques Callengeville, Clais, Lucy, Ménonval és Vatierville községekkel határos.

## Népesség
A település népességének változása:
| Lakosok száma | 132  | 124  | 122  | 119  | 127  | 134  | 142  | 142  | 145  |
|               | 2013 | 2015 | 2016 | 2017 | 2018 | 2019 | 2020 | 2021 | 2022 |